# رومئو برتانی
رومئو برتانی (انگلیسی: Romeo Bertani؛ زادهٔ ۱۷ مهٔ ۱۹۹۹) بازیکن فوتبال است.